# Elènia dels tepuis
L'elènia dels tepuis (Elaenia olivina) és un ocell de la família dels tirànids (Tyrannidae).

## Hàbitat i distribució
Habita boscos dels tepuis, al sud de Veneçuela, oest de Guyana i l'extrem nord del Brasil.